# Ray McKinley
Ray McKinley (18 de junio de 1910-7 de mayo de 1995) fue un cantante, líder de banda y percusionista de nacionalidad estadounidense.

## Biografía
Su nombre completo era Raymond McKinley, y nació en Fort Worth, Texas.
McKinley empezó su carrera actuando con bandas locales en el área de Dallas–Fort Worth, uniéndose a Smith Ballew en 1929, y conociendo en esa época a Glenn Miller, músico con el que inició una amistad que duró hasta el fallecimiento de Miller en 1944. McKinley y Miller se sumaron a los Dorsey Brothers en 1934. En diciembre de 1934 Miller dejó el conjunto a fin de trabajar con Ray Noble, mientras McKinley continuaba en la formación.
Tras la separación de los hermanos Dorsey, McKinley siguió actuando con Jimmy Dorsey hasta 1939, momento en el que se asoció con Will Bradley. Su mayor éxito como cantante con este último llegó con el tema "Beat Me Daddy, Eight to the Bar," grabado en los inicios de 1940. McKinley y Bradley se separaron en 1942 y McKinley formó su propio grupo, de corta vida, con el cual grabó para el sello Capitol Records. Al desaparecer la formación, McKinley se unió a la banda que dirigía Glenn Miller para las Fuerzas Aéreas del Ejército de los Estados Unidos, formación que él codirigió junto al arreglista Jerry Gray al fallecer Miller en diciembre de 1944. Tras su licenciamiento a finales de 1945, McKinley formó una excelente y remarcablemente moderna big band con material original del legendario arreglista Eddie Sauter, y utilizando Novelty Songs. Sin embargo, el negocio de las big band iba a menos, y en 1950 el grupo se había disuelto, por lo cual McKinley empezó a trabajar en la radio y en la televisión. 
En 1956, capitalizando la popularidad de la película sobre Glenn Miller interpretada por James Stewart, McKinley fue elegido para dirigir la revivida banda de Glenn Miller, lo cual hizo hasta 1966. También fue copresentador, junto a su antiguo compañero de la Fuerza Aérea el vocalista Johnny Desmond, de una serie televisiva veraniega emitida por la CBS-TV en 1961 en la cual actuaba con la orquesta de la cadena. 
Ray McKinley falleció en Largo (Florida) en 1995.